# Martina Rejchová
Martina Rejchová (Mariánské Lázně, 2 aprile 1983) è un'ex cestista ceca.

## Carriera
Con la Rep. Ceca ha disputato i Campionati europei del 2009.